# Maksim Kammerer
Maksim Kammerer (izvirno rusko Максим Каммерер) (2137 - ne pred 2226) je izmišljena oseba in lik v ciklu znanstvenofantastičnih romanov, posvečenemu vesolju Poldneva bratov Strugacki. 
Kammerer je začel kot pustolovec in vesoljski raziskovalec, se zapletel v politiko civilizacije na Sarakšu ter leta 2157 pomagal strmoglaviti režim v eni od planetovih držav. Pojavi se v romanih Naseljeni otok, Hrošč v mravljišču in Časovni pohajkovalci. Omenjen je tudi v romanu Pritlikavček.